# Madeline Kahn
Madeline Kahn, född 29 september 1942 i Boston i Massachusetts, död 3 december 1999 i New York i New York, var en amerikansk skådespelare.
Kahn var utbildad operasångerska och framträdde först på Broadway före filmdebuten 1972. Hon medverkade i flera Mel Brooks-filmer.
Madeline Kahn avled av cancer i äggstockarna.

## Filmografi i urval
- 1972 – Go'dag yxskaft?
- 1973 – Paper Moon
- 1974 – Det våras för sheriffen
- 1974 – Det våras för Frankenstein
- 1975 – Sherlock Holmes' smarta brorsa
- 1977 – Det våras för galningarna
- 1978 – Snacka om deckare, alltså!
- 1981 – Det våras för världshistorien del 1
- 1984 – City Heat
- 1986 – My Little Pony – Ett äventyr (röst)
- 1986 – Resan till Amerika (röst)
- 1990 – Betsys bröllop
- 1998 – Ett småkryps liv (röst)